# Каменищи (село, Нижегородская область)
Каменищи — село в Бутурлинском районе Нижегородской области, административный центр Каменищенского сельсовета.
По окраине села протекает река Пьяна, в которую здесь впадает небольшая река Раужа. В 3 км от села находится железнодорожная станция Каменище.
В селе расположено отделение Почты России (индекс 607444).

## Экономика
- Коллективное хозяйство ООО «Вперед».

## Культура
В селе располагается памятник архитектуры местного значения Церковь Рождества Христова, датированная 1829 годом.